# William Vainqueur
William Vainqueur (Neuilly-sur-Marne, 19 novembre 1988) è un ex calciatore francese, di ruolo centrocampista.

## Biografia
Nato in Francia, ha origini haitiane.

## Caratteristiche tecniche
Vainqueur è stato un mediano dinamico, che prediligeva la fase difensiva ma non disdegnava spingersi in attacco in quanto dotato di un tiro potentissimo. Molto propenso al gioco palla a terra, era dotato di una buona tecnica di base unita a una discreta visione di gioco.

## Carriera

### Club

#### Inizi e Nantes
Di origini Haitiane, inizia a giocare a calcio all'età di 8 anni nelle giovanili del Noisy-le-Grand FC. Nel 2001 passà alle giovanili dell'Auxerre. Dopo appena un anno, viene aggregato nelle giovanili del Nantes, club dove completa il percorso delle giovanili e fa il suo esordio assoluto tra i professionisti, conquistando un posto da titolare nel corso della terza stagione. Conclude la sua esperienza al Nantes con 97 presenze e 1 rete fra campionato e coppe francesi.

#### Standard Liegi
Nell'agosto 2011, viene ingaggiato dallo Standard Liègi con i quali firma un contratto per le successive 5 stagioni. Con i biancorossi diventa un titolare inamovibile, rendendosi protagonista di buone prestazioni. Durante una partita disputata nel dicembre 2013 contro il Lierse, Vainqueur venne espulso per aver dato un calcio in faccia ad un avversario. Conclude la sua esperienza in Belgio dopo 110 presenze in tutte le competizioni, condite da 6 reti.

#### Dinamo Mosca
Il 27 giugno 2014, il sito ufficiale della Dinamo Mosca ne annuncia l'acquisto a titolo definitivo. Con la squadra moscovita, raggiunge l'ottavo di finale di UEFA Europa League 2014-2015 e totalizza fra campionato e coppe 42 presenze e 2 reti.

#### Roma e prestito all'Olympique Marsiglia
Il 31 agosto 2015, si trasferisce a titolo definitivo alla Roma. Il 26 settembre debutta con la maglia dei giallorossi, nella vittoria casalinga per 5-1 contro il Carpi. Nella sua prima stagione pur essendo spesso relegato in panchina riesce ad ottenere 21 presenze complessive senza andare a segno.
Il 31 agosto 2016 si trasferisce all'Olympique Marsiglia in prestito secco.

#### Antalyaspor e prestiti al Monaco e Tolosa e ritiro
Il 4 settembre 2017 viene acquistato a titolo definitivo, per 500.000 euro, dall'Antalyaspor, con cui firma un triennale.
Il 12 gennaio 2019, dopo avere avuto alcuni problemi con le visite mediche, passa in prestito al Monaco.
Il 25 giugno 2019 viene ceduto in prestito al Tolosa. Come da contratto, il 30 giugno 2020 il suo prestito scadrà, ritornando all'Antalyaspor.
Il 4 agosto 2020, Vainqueur decide di ritirarsi definitivamente dal calcio giocato.

### Nazionale
Ha giocato per le selezioni giovanili under-19 e under-21 della Francia.

## Statistiche

### Presenze e reti nei club
Statistiche aggiornate al 31 gennaio 2018.
| Stagione              | Squadra               | Campionato            | Campionato | Campionato | Coppe nazionali | Coppe nazionali | Coppe nazionali | Coppe continentali | Coppe continentali | Coppe continentali | Altre coppe | Altre coppe | Altre coppe | Totale | Totale |
| Stagione              | Squadra               | Comp                  | Pres       | Reti       | Comp            | Pres            | Reti            | Comp               | Pres               | Reti               | Comp        | Pres        | Reti        | Pres   | Reti   |
| --------------------- | --------------------- | --------------------- | ---------- | ---------- | --------------- | --------------- | --------------- | ------------------ | ------------------ | ------------------ | ----------- | ----------- | ----------- | ------ | ------ |
| 2006-2007             | Nantes                | L1                    | 9          | 0          | CF+CdL          | 0+0             | 0               | -                  | -                  | -                  | -           | -           | -           | 9      | 0      |
| 2007-2008             | Nantes                | L2                    | 5          | 0          | CF+CdL          | 0+0             | 0               | -                  | -                  | -                  | -           | -           | -           | 5      | 0      |
| 2008-2009             | Nantes                | L1                    | 17         | 0          | CF+CdL          | 0+1             | 0               | -                  | -                  | -                  | -           | -           | -           | 18     | 0      |
| 2009-2010             | Nantes                | L2                    | 29         | 1          | CF+CdL          | 0+0             | 0               | -                  | -                  | -                  | -           | -           | -           | 29     | 1      |
| 2010-2011             | Nantes                | L2                    | 27         | 0          | CF+CdL          | 2+0             | 0               | -                  | -                  | -                  | -           | -           | -           | 29     | 0      |
| lug.-ago.2011         | Nantes                | L2                    | 5          | 0          | CF+CdL          | 0+2             | 0               | -                  | -                  | -                  | -           | -           | -           | 7      | 0      |
| Totale Nantes         | Totale Nantes         | Totale Nantes         | 92         | 1          |                 | 5               | 0               |                    | -                  | -                  |             | -           | -           | 97     | 1      |
| ago.2011-2012         | Standard Liegi        | D1                    | 20+3       | 0          | CB              | 4               | 1               | UEL                | 8                  | 0                  | -           | -           | -           | 35     | 1      |
| 2012-2013             | Standard Liegi        | D1                    | 26+11      | 3+1        | CB              | 2               | 0               | -                  | -                  | -                  | -           | -           | -           | 39     | 4      |
| 2013-2014             | Standard Liegi        | D1                    | 21+8       | 1          | CB              | 1               | 0               | UEL                | 6                  | 0                  | -           | -           | -           | 36     | 1      |
| Totale Standard Liegi | Totale Standard Liegi | Totale Standard Liegi | 89         | 5          |                 | 7               | 1               |                    | 14                 | 0                  |             | -           | -           | 110    | 6      |
| 2014-2015             | Dinamo Mosca          | PL                    | 27         | 2          | CR              | 1               | 0               | UEL                | 13                 | 0                  | -           | -           | -           | 41     | 2      |
| lug. 2015             | Dinamo Mosca          | PL                    | 1          | 0          | CR              | -               | -               | -                  | -                  | -                  | -           | -           | -           | 1      | 0      |
| Totale Dinamo Mosca   | Totale Dinamo Mosca   | Totale Dinamo Mosca   | 28         | 2          |                 | 1               | 0               |                    | 13                 | 0                  |             | -           | -           | 42     | 2      |
| 2015-2016             | Roma                  | A                     | 16         | 0          | CI              | 1               | 0               | UCL                | 4                  | 0                  | -           | -           | -           | 21     | 0      |
| 2016-2017             | O. Marsiglia          | L1                    | 29         | 0          | CF+CdL          | 3+1             | 0               | -                  | -                  | -                  | -           | -           | -           | 33     | 0      |
| 2017-gen. 2018        | Antalyaspor           | SL                    | 10         | 0          | CT              | 1               | 0               | -                  | -                  | -                  | -           | -           | -           | 11     | 0      |
| Totale carriera       | Totale carriera       | Totale carriera       | 264        | 8          |                 | 19              | 1               |                    | 31                 | 0                  |             | -           | -           | 314    | 9      |